# Myospila notonuda
Myospila notonuda este o specie de muște din genul Myospila, familia Muscidae. A fost descrisă pentru prima dată de John Otterbein Snyder în anul 1953.
Este endemică în Zimbabwe. Conform Catalogue of Life specia Myospila notonuda nu are subspecii cunoscute.